# San Muñoz
San Muñoz est une commune de la province de Salamanque dans la communauté autonome de Castille-et-León en Espagne.

## Histoire
Le 17 novembre 1812, pendant la guerre d'Espagne eut lieu Combat de San Muñoz entre les troupes françaises et britanno-portugaises .